# Curtiss Thrush
El Curtiss (Curtiss-Robertson) Thrush (Model 56) fue un avión comercial y de transporte utilitario, monoplano de cabina, monomotor, ala alta y tren de aterrizaje fijo, para seis pasajeros, del año 1929, propulsado por un motor radial Curtiss Challenger o un Wright Whirlwind. Fue construido como una versión agrandada del anterior Curtiss Robin. Varios ejemplares fueron usaros para realizar vuelos récord de permanencia por mujeres piloto a principios de los años 30, incluyendo uno en el que el avión se mantuvo en el aire durante casi diez días.

## Diseño y desarrollo

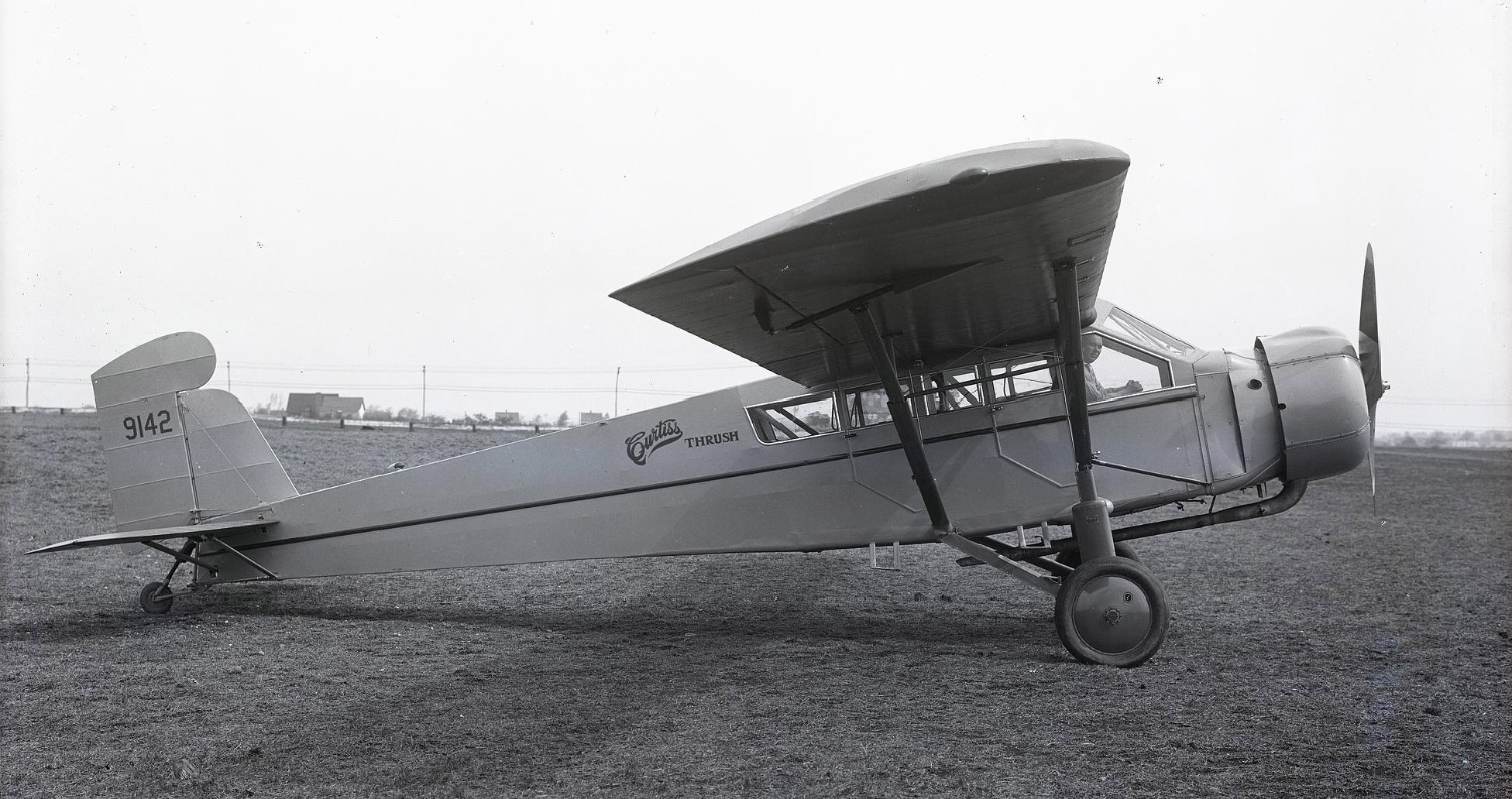
Prototipo del Thrush con motor Challenger con capota experimental y forma prototipo del timón.

Se construyeron tres prototipos del Curtiss Thrush (seriados G-1 a G-3), con motor Curtiss Challenger de 130 kW (170 hp), en la factoría de Curtiss en Garden City, pero estaban faltos de potencia. Los ejemplares de producción, redesignados Thrush J (seriados 1001 a 1010), con motores Wright Whirlwind de 168 kW (225 hp), fueron construidos en la factoría de Curtiss-Robertson en San Luis. Los tres prototipos fueron remotorizados más tarde con Whirlwind para convertirlos en Thrush J. El fuselaje del Thrush formó la base del bimotor Curtiss Kingbird, que se desarrolló aproximadamente en paralelo.
El fuselaje estaba construido como una estructura de celosía tipo Pratt formada principalmente por tubos de duraluminio y guarniciones de tubos soldados de aleación cromo-molibdeno (Acero 41xx) reforzando áreas sujetas a esfuerzos, y estaba recubierto de tela. El ala estaba recubierta de tela y arriostrada en semi voladizo mediante soportes de tubo de acero, y poseía largueros de picea sólida y costillas de Alclad estampado, con láminas de Alclad recubriendo el borde de ataque. Había un depósito de combustible montado dentro de cada ala, cerca de la raíz. El timón y los elevadores eran de tubo soldado de acero de aleación cromo-molibdeno. El tren de aterrizaje de 2,95 m de ancho de vía estaba equipado con amortiguadores oleoneumáticos y frenos Bendix, y estaba arriostrado hasta los soportes delanteros y los larguerillos inferiores.

## Historia operacional

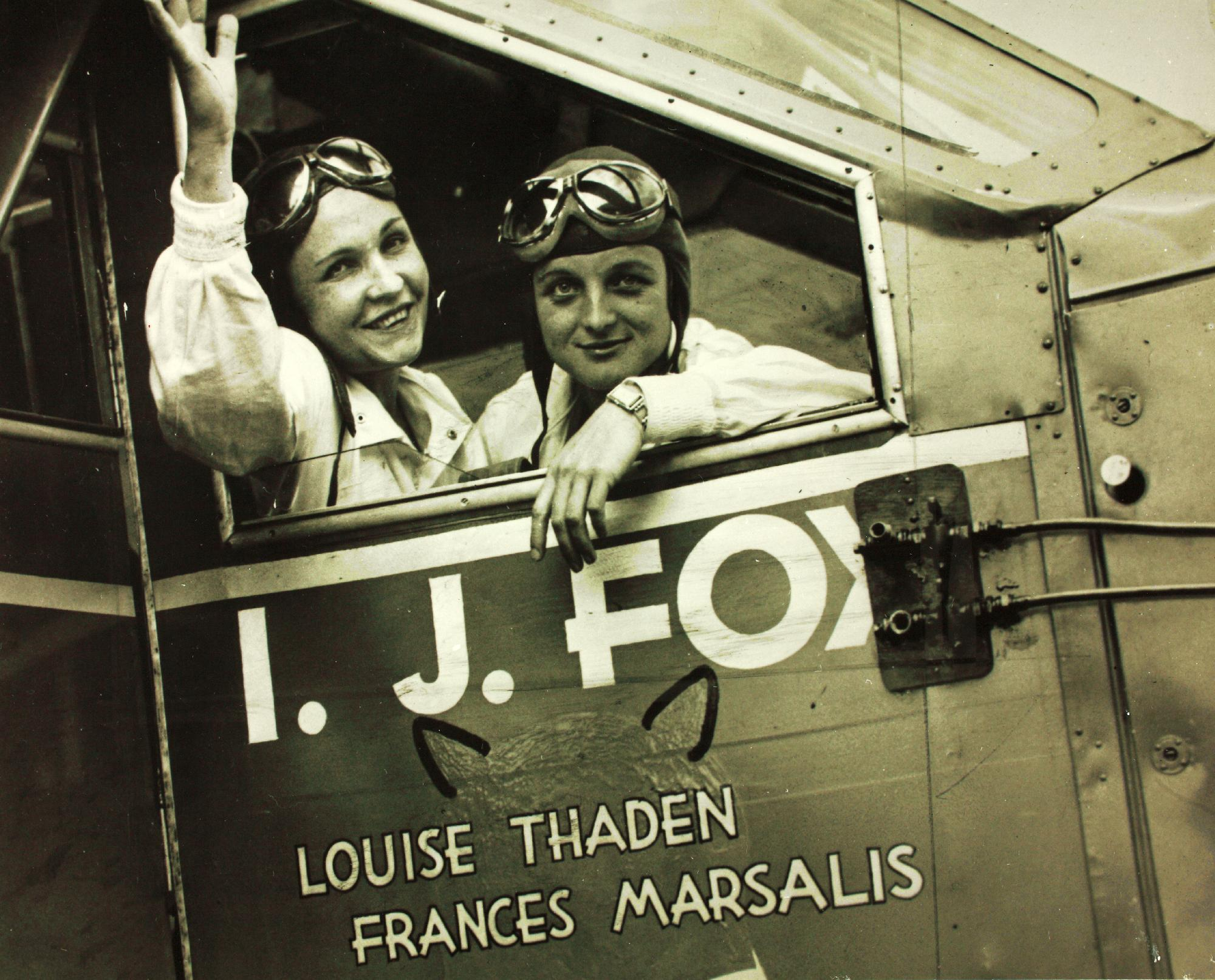
Louise Thaden y Frances Marsalis en la cabina del Thrush "I.J. Fox", en el que batieron el récor femenino de permanencia con un vuelo de 196 horas 5 minutos, en 1932.

Doce ejemplares fueron ordenados por China National Aviation Corporation (CNAC), pero solo se produjeron diez aparatos. Más tarde, todos excepto uno fueron registrados en los Estados Unidos, como muchos de los aviones exportados por la CNAC. Sin embargo, un solo ejemplar llegó a China, en 1930, y puede que no entrase en servicio con la CNCA. Uno de lo diez restantes se perdió en su primer vuelo (número de serie 1006) y su registro fue transferido al siguiente avión construido.
Uno de los prototipos fue a Venezuela a un comprador privado, y un ejemplar de producción fue a Cuba, donde se convirtió en el primer avión operado por la Compañía Nacional Cubana de Aviación Curtiss (CNCAC), antecesora de Cubana de Aviación, línea aérea nacional de Cuba.
Del 14 al 22 de agosto de 1932, Louise Thaden y Frances Marsalis volaron el prototipo Thrush J "I.J. Fox" (bautizado así por su patrocinador, una empresa de abrigos de piel, y apodado "Flying Boudoir" (Tocador Volante) por la prensa), NC9142, durante 196 horas y 5 minutos, repostando en vuelo desde un Curtiss Robin, para establecer un récord de permanencia en vuelo, cerca de Valley Stream, Nueva York. Por este y otros vuelos de récord, Thaden recibió el Trofeo Harmon en 1936.
Helen Richey y Frances Marsalis volaron el Thrush J de producción NC7568 "Outdoor Girl" (bautizado así por una marca de cosméticos femeninos, un nuevo patrocinador) durante 237 horas y 42 minutos (cerca de diez días) del 20 al 30 de diciembre de 1933 sobre Miami, Florida. Como el primer vuelo, también fue repostado en vuelo desde un Curtiss Robin.
Jean LaRene y Mary Elizabeth Owens realizaron cinco intentos de batir el récord mundial de permanencia en el Curtiss-Reynolds Airport en agosto, durante la Feria Mundial de Chicago de 1934, en el Curtiss Thrush J "Lone Star", NR581N. Jean LaRene realizó otro intento de batir el récord en el NR581N, con Henrietta Sumner, del 8 al 30 de noviembre de 1934 sobre Oklahoma City, pero sufrieron problemas de motor y se vieron forzadas a aterrizar tras llevar 198 horas y 13 minutos en el aire.
Dos ejemplares acabaron en Alaska, donde fueron utilizados como aviones de zonas remotas, uno por Ralph Savory, antes de que uniera a Star Air Service, y un segundo volado por Gordon MacKenzie. Los restantes fueron usados por varios operadores en los Estados Unidos como aerotaxis y aviones comerciales regionales.

## Variantes
Thrush
Prototipos (ATC 159 y 160) propulsados por un Curtiss Challenger de 170 hp, tres construidos, convertidos a Thrush J (ATC 236).
Thrush J
Versión de producción principal (ATC 261) con un Wright J-6-7 Whirlwind de 225 hp, 10 construidos.
Thrush Special
Un ejemplar convertido desde un Thrush J, con motor Wright J-6-7 Whirlwind de 240 hp, y otro con un Wright J-5.

## Operadores
República de China
- Operadores desconocidos; un ejemplar, registro desconocido.

 Cuba
- Compañía Nacional Cubana de Aviación Curtiss (CNCAC): un ejemplar registrado como NM-3.

 Estados Unidos
- Varios operadores.

## Especificaciones (Thrush J (ATC 261))

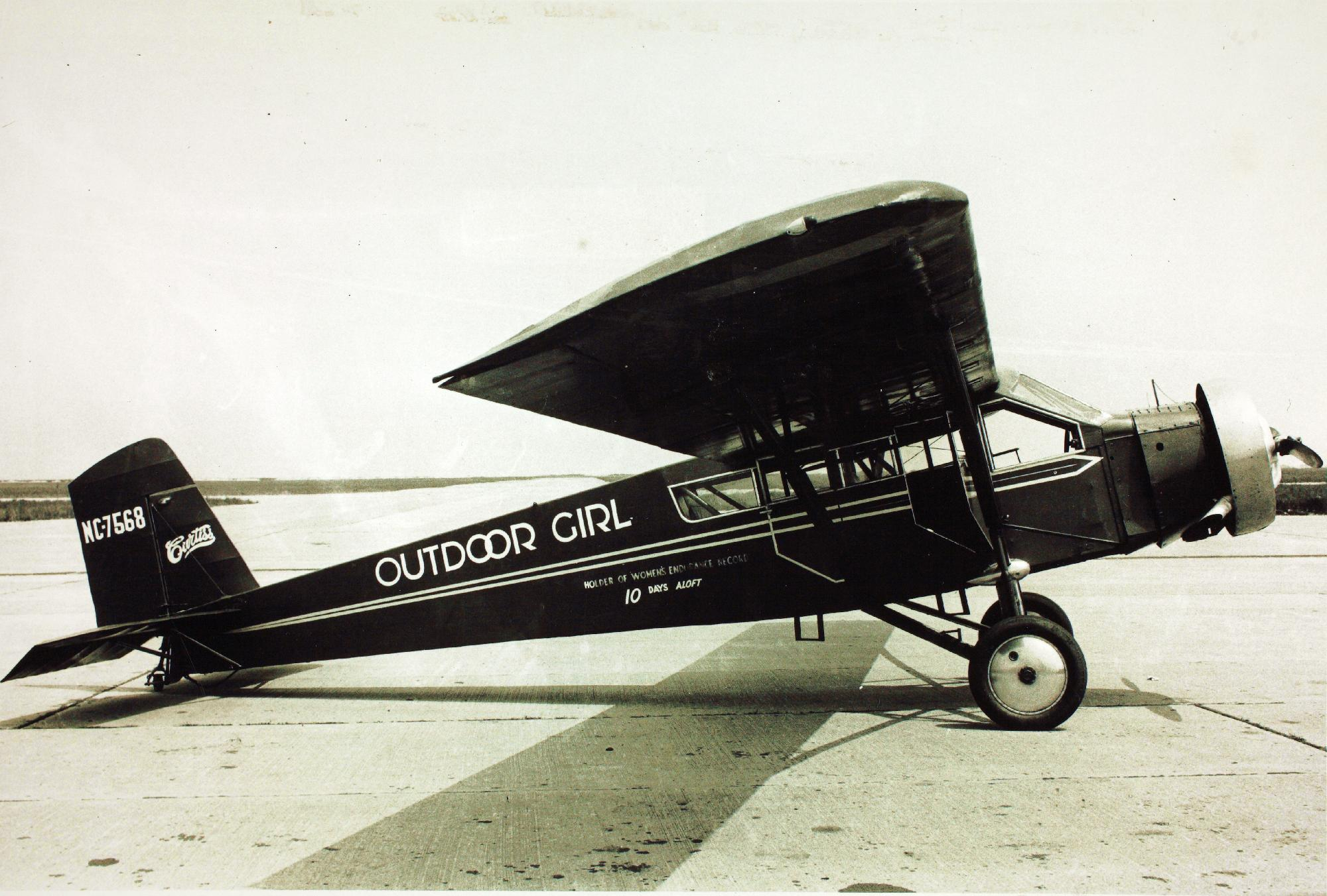
Curtiss Thrush J "Outdoor Girl".

Referencia datos: US Civil AircraftJuptner, Joseph P. (1966). US Civil Aircraft: Vol. 3 (ATC 201 - 300). Fallbrook, CA: Aero Publishers. pp. 177-178.

### Características generales
- Tripulación: Uno/dos (pilotos)
- Capacidad: Seis pasajeros
- Longitud: 9,93 m
- Envergadura: 14,63 m
- Altura: 2,82 m
- Superficie alar: 28,3 m2
- Perfil alar: Curtiss C-72 (Cuerda: 2,13 m)
- Peso vacío: 1025 kg
- Peso cargado: 1724 kg
- Planta motriz: 1× motor radial de siete cilindros refrigerado por aire Wright J-6-7 (R-760).
  - Potencia: 168 kW (225 hp)
- Hélices: Curtiss-Reed bipala metálica de paso fijo
- Capacidad de combustible: 420 l
- Capacidad de aceite: 34 l
- Consumo: 0,21 kg/km (.76 lb/mi)

### Rendimiento
- Velocidad máxima operativa (Vno): 196 km/h
- Velocidad crucero (Vc): 167 km/h
- Velocidad mínima controlable (Vmc): 84 km/h
- Alcance: 1400 km
- Techo de vuelo: 4000 m (13 200 pies)
- Régimen de ascenso: 3,3 m/s (650 pies/min) desde el nivel del mar
- Carga alar: 60,8 kg/m2 (12,46 lb/sq ft)
- Tiempo a altitud: 10 min a 1615 m (5300 pies)

### Desarrollos relacionados
- Curtiss Robin
- Curtiss Kingbird

### Aeronaves similares
- Bellanca CH-300 Pacemaker
- Fairchild 71
- Fokker Super Universal
- Ryan Brougham
- Stinson Detroiter
- Travel Air 6000
- Yakovlev AIR-5

### Secuencias de designación
- Secuencia Numérica (interna de Curtiss): ← 53 - 54 - 55 - 56 - 57 - 58 - 59A/59B →